# I Ufficio centrale del Partito Comunista Cinese
Il I Ufficio Centrale del Partito Comunista Cinese (中国共产党第一届中央局S, Zhōngguó Gòngchǎndǎng dìyī jiè zhōngyāng júP) fu l'organo dirigente del Partito Comunista Cinese eletto al I Congresso nazionale del Partito. Restò in carica dal 1921 al 1922.

## Componenti
- Chen Duxiu, segretario generale
- Zhang Guotao, segretario organizzativo
- Li Da, segretario di propaganda